# Lijst van afleveringen van Nikita (2010)

Nikita

Deze lijst bevat de afleveringen van de Amerikaanse televisieserie Nikita, Heeft totaal 4 Seizoenen .

## Seizoenen

### Seizoen 1
| Seizoen 1 | Seizoen 1          | Seizoen 1               | Seizoen 1 | Seizoen 1   |
| Nr.       | Titel aflevering   | Uitzenddatum VS / NL    | Uitleg | Kijkcijfers |
| --------- | ------------------ | ----------------------- | --- | ----------- |
| 1         | Pilot              | 09-09-2010 / 01-01-2012 | Toen Nikita als tiener zwaar in de problemen zat, is ze van de doodstraf gered door een geheime Amerikaanse dienst: Division. Ze faketen haar executie en gaven haar een tweede kans, waarbij ze haar land moest dienen. Wat ze niet vertelden was dat ze opgeleid zou worden tot een spion en huurmoordenaar. Nikita voelt zich verraden en nu wil ze wraak. | 677.000     |
| 2         | 2.0                | 16-09-2010 / 01-01-2012 | Nikita probeert de plannen van Percy en Michael te dwarsbomen. Alex wordt al vroeg op de proef gesteld. Zij moet een speciale opdracht vervullen. | 794.000     |
| 3         | Kill Jill          | 23-09-2010 / 08-01-2012 | Nikita redt een journalist die een complot aan het licht wil brengen. Michael en Percy verdenken Birkhoff ervan dat hij Nikita's tipgever is. Jaden, Alex en Thom helpen Michael met het vinden van zijn laatste doelwit. | 456.000     |
| 4         | Rough Trade        | 30-09-2010 / 08-01-2012 | Nikita graaft in haar verleden. Alex krijgt een paniekaanval wanneer zij een basistraining ondergaat bij Division. | 710.000     |
| 5         | The Guardian       | 07-10-2010 / 15-01-2012 | De geheimen van Division dreigen op straat te belanden wanneer Owen, een Division-lid, ontsnapt bij een bankoverval en op de vlucht slaat. Percy besluit zelf achter hem aan te gaan. | 454.000     |
| 6         | Resistance         | 21-10-2010 / 15-01-2012 | Een bus vol Division-rekruten wordt aangevallen door terroristen die Alex en Thom ontvoeren, die beiden niet weten dat het om een test gaat van Division. Alex ontsnapt en neemt contact op met Nikita voor hulp. Nikita heeft Owens vertrouwen gewonnen en hij vertelt haar schokkend nieuws.                                                                | 573.000     |
| 7         | The Recruit        | 28-10-2010 / 22-01-2012 | Alex waarschuwt Nikita, omdat een rekruut is geactiveerd voor een zelfmoordmissie. Nikita onderschept de rekruut op het moment dat Michael arriveert. | 468.000     |
| 8         | Phoenix            | 04-11-2010 / 22-01-2012 | In ruil voor financiële steun, geeft Division toestemming aan Tom om de minnares van een senator uit de weg te ruimen. Nikitia probeert contact te leggen met de minnares via haar ouders, maar het gaat niet helemaal zoals gepland. | 598.000     |
| 9         | One Way            | 11-11-2010 / 29-01-2012 | Nikita en Michael werken tijdelijk samen om een terrorist te vermoorden die een aantal jaar geleden Michaels familie heeft vermoord. Wanneer Percy hierachter komt, geeft hij Division-agenten de opdracht om Nikita te vermoorden. | 521.000     |
| 10        | Dark Matter        | 02-12-2010 / 29-01-2012 | Owen lekt geheime informatie van Division naar de media, waaruit blijkt dat de Amerikaanse regering verantwoordelijk was voor een moord in Chili. | 539.000     |
| 11        | All The Way        | 09-12-2010 / 05-02-2012 | Alex informeert Nikita dat Division haar op haar eerste missie gaat sturen om de leider van een criminele groep te vermoorden. Als de missie niet verloopt zoals gepland, doet Nikita er alles aan om de naam van Alex te zuiveren. | 504.000     |
| 12        | Free               | 27-01-2011 / 05-02-2012 | Alex is agent en krijgt daarom een nieuw appartement en een baan die dient als dekmantel. Ze ontmoet haar nieuwe buurman Nathan die haar uitnodigt voor een feestje bij hem thuis. Nikita waarschuwt Alex dat ze zich niet te veel in moet laten met andere mensen, maar dat is voor Alex niet makkelijk.                                                     | 628.000     |
| 13        | Coup De Grace      | 03-02-2011 / 12-02-2012 | Alex wordt op een groepsmissie gestuurd om de prins van Georgië te vermoorden bij een museumgala. Nadat Alex Nikita heeft verteld over het plan, besluiten de twee om de moord te voorkomen. Nikita vertrouwt echter op de verkeerde persoon, waardoor het plan, maar ook zijzelf in gevaar komt.                                                             | 477.000     |
| 14        | The Next Seduction | 10-02-2011 / 12-02-2012 | Ryan onderschept een bericht over een gevaarlijk wapen dat naar de V.S. komt. Hij vraag Nikita hem te helpen om de levering te stoppen. | 576.000     |
| 15        | Alexandra          | 17-02-2011 / 19-02-2012 | Tijdens een missie ontmoet Alex Irina, een vrouw uit haar verleden. Nikita realiseert zich dat Alex in gevaar is en probeert haar te redden. | 399.000     |
| 16        | Echoes             | 24-02-2011 / 19-02-2012 | Om Alex sneller te laten herstellen, dient Amanda haar een kalmeringsmiddel toe. Vervolgens gebruikt ze de verdoofde toestand van Alex om haar te ondervragen, omdat Amanda gelooft dat Alex geheimen met zich meedraagt. | 496.000     |
| 17        | Covenant           | 07-04-2011 / 26-02-2012 | Michael laat Nikita weten dat hij weet dat Alex de mol is. Hij dreigt dit te vertellen aan Percy, tenzij Nikita Kasim, de man die Michaels familie doodde, vindt binnen 24 uur. | 528.000     |
| 18        | Into The Dark      | 14-04-2011 / 26-02-2012 | Owen keert terug met informatie over de verblijfplaatsen van Percy's black boxes. Nikita gaat met Owen naar Londen om er één te halen, maar ze merkt dat Owen zich vreemd gedraagt. Hij blijkt andere plannen te hebben met de black box, maar Nikita is het hier niet mee eens.                                                                              | 590.000     |
| 19        | Girl's Best Friend | 21-04-2011 / 04-03-2012 | Nikita vindt dat het te gevaarlijk wordt voor Alex en besluit dat zij moet 'verdwijnen'. Alex is het hiermee eens, maar voordat het plan uitgevoerd kan worden, krijgen Alex en Jaden een buitenlandse missie. Ze moeten de zoon van een president tegenhouden om een nieuwe giftige stof te verkopen.                                                        | 476.000     |
| 20        | Glass Houses       | 28-04-2011 / 04-03-2012 | Percy stuurt Michael om de zwarte dozen en hun bewakers te controleren. Nikita is hem echter voor en komt erachter dat de bewaakster haar post heeft verlaten en een normaal gezinsleven probeert te leiden. | 588.000     |
| 21        | Betrayals          | 05-05-2011 / 11-03-2012 | Michael ontdekt dat Percy de opdracht heeft gegeven iedereen te vermoorden die de zwarte boxen kan kraken. Hij stuurt Nikita om de laatste persoon op de lijst in veiligheid te brengen. | 434.000     |
| 22        | Pandora            | 12-05-2011 / 11-03-2012 | Percy doet een poging om de CIA over te nemen. Ondertussen loopt Nikita's leven gevaar, wanneer ze Alex probeert te helpen. Michael wil Nikita te hulp schieten, maar komt vast te zitten. | 535.000     |

### Seizoen 2
| Seizoen 2 | Seizoen 2        | Seizoen 2               | Seizoen 2 | Seizoen 2   |
| Nr.       | Titel aflevering | Uitzenddatum VS / NL    | Uitleg | Kijkcijfers |
| --------- | ---------------- | ----------------------- | --- | ----------- |
| 1         | Game Change      | 23-09-2011 / 18-03-2012 | Nikita en Michael maken plannen om Division en Oversight neer te halen en ze zijn bereid om de inhoud van de Black Box daarvoor te gebruiken. Amanda staat nu aan het roer bij Division en heeft de opdracht gekregen om als eerste de Black Box terug te halen.                                                     | 489.000     |
| 2         | Falling Ash      | 30-09-2011 / 18-03-2012 | Als Nikita en Michael onderzoek doen naar een programma van Division, komen ze Owen tegen. Hij is op zoek naar de uitvinder van het programma. Nikita wil met hem samenwerken, maar Michael vertrouwt het niet. | 543.000     |
| 3         | Knightfall       | 07-10-2011 / 25-03-2012 | Een bestand uit een zwarte doos onthult dat de terrorist Ramon nu voor Division werkt. Nikita is verbijsterd als ze dit nieuws hoort, want zij was de agent die Ramon destijds oppakte. | 414.000     |
| 4         | Partners         | 14-10-2011 / 25-03-2012 | Nikita is geschokt wanneer ze hoort dat haar ex-partner Kelly is ontsnapt uit de Turkse gevangenis. Ze heeft altijd gedacht dat Kelly omkwam bij de missie waarbij Nikita ontsnapte aan Division. Samen met Michael gaat Nikita naar Turkije om Kelly te helpen. maar ontdekte dat Kelly eigenlijk voor Gogol werkt. | 478.000     |
| 5         | Looking Glass    | 21-10-2011 / 01-04-2012 | Michael ontdekt dat Cassandra, die hij ooit moest verleiden voor zijn werk, in gevaar is. Omdat hij zich schuldig voelt over hoe het destijds afliep met de romance, wil Michael Cassandra helpen. Nikita vermoedt dat er meer achter zit dan alleen zijn schuldgevoel.                                              | 415.000     |
| 6         | 343 Walnut Lane  | 28-10-2011 / 01-04-2012 | Terwijl Birkoff op zoek is naar de zwarte box, stuit hij op Nikita's geboortebewijs. Samen met Michael spoort Nikita haar vader op, maar het weerzien is niet helemaal wat ervan Nikita had verwacht. | 472.000     |
| 7         | Clawback         | 04-11-2011 / 08-04-2012 | Terwijl Ryan in de gevangenis zit, ontdekt hij iets merkwaardigs. Hij regelt een ontmoeting met Nikita om dit door te spelen, maar Amanda onderschept hun geheime berichtjes. | 391.000     |
| 8         | London Calling   | 11-11-2011 / 08-04-2012 | Als Michael hoort dat Cassandra in gevaar is, schiet hij haar direct te hulp. Generaal Tupelov heeft Cassandra beschuldigd van het stelen van tweehonderd miljoen dollar en dreigt haar te doden als ze het geld niet terug geeft.                                                                                   | 417.000     |
| 9         | Fair Trade       | 18-11-2011 / 15-04-2012 | Nikita breekt in bij Oversight, zodat zij gedwongen een spoedvergadering moeten inlassen. Nikita en Birkoff kunnen nu de vergadering bespioneren en de leden van Oversight identificeren. | 422.000     |
| 10        | Guardians        | 02-12-2011 / 15-04-2012 | Nu Michael de stad uit is, vraagt Nikita Owen om hulp bij het stelen van een Black Box. Ze ontdekt echter dat Owen voor iemand werkt die de hele missie in gevaar kan brengen. | 517.000     |
| 11        | Pale Fire        | 06-01-2012 / 22-04-2012 | De missie van Alex bereikt een hoogtepunt als ze in haar ouderlijk huis wordt geconfronteerd met haar verleden. Nikita is met een heel andere missie bezig, maar belandt ook in het huis. Alex en Nikita besluiten hun krachten te bundelen.                                                                         | 339.000     |
| 12        | Sanctuary        | 13-01-2012 / 22-04-2012 | Sean valt Nikita en Michael aan om zo zijn moeder te beschermen. | 444.000     |
| 13        | Clean Sweep      | 03-02-2012 / 29-04-2012 | Percy gijzelt de leden van Oversight om zo Amanda te dwingen akkoord te gaan met zijn eisen. Als ze dit niet doet, worden alle leden doodgeschoten en laat Percy een dodelijk gas los in Division waardoor iedereen zal overlijden.                                                                                  | 354.000     |
| 14        | Rogue            | 10-02-2012 / 29-04-2012 | Als Nikita achter Percy's plan komt om Carla te bedreigen, wil zij hem voor zijn door een geheim bericht naar Carla te sturen. Percy onderschept dit bericht, waarna een strijd ontstaat om als eerst bij de mentor te zijn.                                                                                         | 415.000     |
| 15        | Origins          | 17-02-2012 / 06-05-2012 | Nikita en Michael proberen Carla te helpen bij het herinneren van haar verleden. Dit kan namelijk helpen bij het neerhalen van Division. Ondertussen verschijnt Alex op een persconferentie. | 385.000     |
| 16        | Doublecross      | 16-03-2012 / 06-05-2012 | Als er agenten van Division worden vermoord, realiseert Amanda zich dat Percy achter deze moorden zit. Ze vraagt Nikita om hulp. | 418.000     |
| 17        | Arising          | 23-03-2012 / 13-05-2012 | Als Michael een geheim van Cassandra ontdekt, gaan hij en Nikita naar Moskou om haar ermee te confronteren. Ondertussen doet Alex een laatste poging om haar moeder te vinden door een gecodeerde boodschap te zenden tijdens een tv-interview.                                                                      | 443.000     |
| 18        | Power            | 30-03-2012 / 13-05-2012 | Amanda en Ari organiseren een vergadering met Zetrov en bereiden zich voor op de overname van de organisatie. Alex verrast Ari door naar de vergadering te komen met een vriend. | 516.000     |
| 19        | Wrath            | 20-04-2012 / 20-05-2012 | Toen Nikita nog voor Division werkte, heeft ze ervoor gezorgd dat Nicholas Brandt achter slot en grendel belandde. Nu Nicholas weer op vrije voeten is, wil hij wraak nemen op Nikita. | 424.000     |
| 20        | Shadow Walker    | 27-04-2012 / 20-05-2012 | Na aandringen van Nikita stopt Birkhoff miljoenen dollars in een plan waardoor Percy en Division al hun geld zullen verliezen. Het plan verloopt niet zoals gehoopt. | 548.000     |
| 21        | Dead Drop        | 04-05-2012 / 27-05-2012 | Als het plan van Percy uit de hand dreigt te lopen, stelt Ryan voor om het hoofd van de CIA om hulp te vragen. Nikita is hier fel tegen en reageert verbaasd als blijkt dat Michael het met Ryan eens is. | 249.000     |
| 22        | Crossbow         | 11-05-2012 / 27-05-2012 | Percy bedreigt de president van de Verenigde Staten. Hij zegt een nucleaire explosie te veroorzaken als er niet aan zijn eisen wordt voldaan. Birkoff vindt twee wetenschappers die Percy kunnen helpen, maar ze zetten hiermee wel hun leven op het spel.                                                           | 352.000     |
| 23        | Homecoming       | 18-05-2012 / 27-05-2012 | Nikita en Michael vallen Division binnen om Percy te pakken te krijgen. Hierdoor moet Ryan de president van de Verenigde Staten overhalen om Division niet te vernietigen voordat Nikita en Michael terug veilig zijn. Alex en Sean belanden ondertussen in een vuurgevecht met Roan.                                | 441.000     |

### Seizoen 3
| Seizoen 3 | Seizoen 3             | Seizoen 3            | Seizoen 3 | Seizoen 3   |
| Nr.       | Titel aflevering      | Uitzenddatum VS / NL | Uitleg    | Kijkcijfers |
| --------- | --------------------- | -------------------- | --------- | ----------- |
| 1         | 3.0                   | 19-10-2012 /         |           |             |
| 2         | Innocence             | 26-10-2012 /         |           |             |
| 3         | True Believer         | 02-11-2012 /         |           |             |
| 4         | Concequences          | 09-11-2012 /         |           |             |
| 5         | The Sword's Edge      | 16-11-2012 /         |           |             |
| 6         | Sideswipe             | 23-11-2012 /         |           |             |
| 7         | Intersection          | 18-01-2013 /         |           |             |
| 8         | Aftermath             | 25-01-2013 /         |           |             |
| 9         | Survival Instincts    | 01-02-2013 /         |           |             |
| 10        | Brave New World       | 08-02-2013 /         |           |             |
| 11        | Black Badge           | 22-02-2013 /         |           |             |
| 12        | With Fire             | 01-03-2013 /         |           |             |
| 13        | Reunion               | 08-03-2013 /         |           |             |
| 14        | The Life We've Chosen | 15-03-2013 /         |           |             |
| 15        | Inevitability         | 29-03-2013 /         |           |             |
| 16        | Tipping Point         | 05-04-2013 /         |           |             |
| 17        | Masks                 | 12-04-2013 /         |           |             |
| 18        | Broken Home           | 19-04-2013 /         |           |             |
| 19        | Self-Destruct         | /                    |           |             |
| 20        | High-Value Target     | /                    |           |             |
| 21        | Invisible Hand        | /                    |           |             |
| 22        | Til Death Do Us Part  | /                    |           |             |

### Seizoen 4
| Seizoen 4 | Seizoen 4        | Seizoen 4              | Seizoen 4 | Seizoen 4   |
| Nr.       | Titel aflevering | Uitzenddatum VS / NL   | Uitleg    | Kijkcijfers |
| --------- | ---------------- | ---------------------- | --------- | ----------- |
| 1         | Wanted           | 22-11-2013 /27-07-2014 |           |             |
| 2         | Dead or Alive    | 29-11-2013 /03-05-2014 |           |             |
| 3         | Set-Up           | 06-12-2013 /11-08-2014 |           |             |
| 4         | Pay-Off          | 13-12-2013 /11-08-2014 |           |             |
| 5         | Bubble           | 20-12-2013 /17-08-2014 |           |             |
| 6         | Canceled         | 27-12-2013 /17-08-2014 |           |             |